# Al-Kulzum
Kulzum (grec antic: Κλῦσμα, Klysma; copte: ⲡⲉⲕⲗⲟⲩⲥⲙⲁ, Peklousma; àrab: القلزم, al-Qulzum) o Bahr al-Kulzum fou un antic port i fortalesa de la costa egípcia de la mar Roja, avui dins de la governació de Suez i prop de la ciutat de Suez.
Hièrocles i Epifani l'esmenten com a Castrum (‘castell’) i després Llucià esmente una Clysma (Κλὐδμα), que vol dir ‘enclusa’, que en àrab donà Kulzum, generalment emprat sense article. Estava situada a la desembocadura del canal del Nil a la mar Roja iniciat pel faraó Nekao i acabada durant el regnat de Darios I el Gran, i després restaurada per Ptolemeu II Filadelf i per Trajà. Sembla que sota els romans ja hi vivien grups àrabs i a l'Acte de l'eremita Sisoes (en copte Djidjoi) un dels tres màrtirs coptes enterrats a Kulzum. A una cova al costat de la ciutat va viure 70 anys l'anacoreta Joan Kolobos (Yuhanna al-Kasir, mort vers el 409) i a la seva "Història" el nom Kulzum apareix per primer cop en comptes de Clysma.
A l'època àrab musulmana el canal fou arranjat diversos cops, i acabava a Dhunb a 1,5 km de Kulzum, i en una ocasió el califa al-Mansur va fer omplir el canal per temor a un atac del seu oncle Muhammad al-Nafs al-Zakiyya revoltat a Medina; en temps d'Abu Salih el canal arribava a al-Sadir a l'entrada del Wadi Tumilat. Harun ar-Raixid el va intentar fer navegable sense èxit. Posteriorment les aigües vessaven a la Birkat al-Djubb, La vila estava situada en un lloc dolent, sense aigua ni vegetació i només tenia importància com a final del canal que a l'inici de l'època islàmica la feien el punt de sortida dels vaixells que navegaven per la mar Roja (cap a l'Índia o Xina), i per la sal que produïa i les mines de sílex vermell a l'entorn; fou sovint anomenada Bahr al-Kulzum (la Mar de Khulzum). En temps d'al-Mutawàkkil (847-861) els beges es van revoltar i van envair el Said devastant diverses poblacions i es va enviar contra ells a un exèrcit manat per Muhammad ibn Abd Allah al-Kummi que va creuar el desert fins a les mines de maragdes, mentre una expedició de 7 vaixells va sortir de Kulzum fins a Sanga, prop d'Aydhab; els beges foren derrotats i els vaixells van abastir a l'exèrcit vencedor. A la tardor del 971 el càrmata Hasan ibn Ahmad, en una campanya contra el general fatimita Jàwhar as-Siqil·lí, va ocupar Kulzum, al-Farama i Tinnis però derrotat davant el Caire el 24 de desembre del 971, es va retirar a la nit i va passar per Kulzum que va evacuar marxant cap a Aràbia oriental.
L'hivern del 1182-1183 Reinald de Chatillon a l'inici de la seva expedició contra les ciutats santes d'Hedjaz, va enviar des del port d'Aden dues naus que havien de vigilar Kulzum i impedir l'avituallament de la guarnició però poc després el hadjib Husam al-Din Lulu hi va construir per orde d'al-Àdil I, el germà de Saladí, una flota que va salpar cap a Aydhab i va posar fi als plans de Renald. Encara que el geògraf al-Dimaskhi inclou Kulzum dins les dependències del govern d'al-Karak, sembla que això no era exacte.
Al la segona meitat del segle xii, Kulzum ja era una vila deserta i va restar així posteriorment. La fortalesa (Kalat al-Kulzum) probablement estava ja abans en ruïnes probablement després d'haver estat ocupada i destruïda per beduïns al començament del segle xii. Només hi havia un pou que es deia al-Suways (Suez) i produïa poca aigua i una mica salada. Prop del pou (a 1 o 2 km) ja s'esmenta al segle x la vila d'al-Suways, modernament coneguda a Europa per ciutat de Suez.
Es creu que les instal·lacions de Kultum foren usades per la guàrdia del canal de Suez mentre aquest es construïa. Per raons d'higiene el canal fou cobert totalment el 1899. Al nord de Suez encara avui dia hi uns turons que s'anomenen Kom al-Kulzum.